# (206755) 2004 CJ2
206755 (2004 CJ2) là một tiểu hành tinh vành đai chính được phát hiện ngày 12 tháng 2 năm 2004 bởi James Whitney Young ở Đài thiên văn Núi bàn gần Wrightwood, California.